# Silene echegarayi
Silene echegarayi là loài thực vật có hoa thuộc họ Cẩm chướng. Loài này được (Hieron.) Bocquet miêu tả khoa học đầu tiên.